# باروخ مامان
باروخ مامان (بالعبرية: ברוך ממן‏) هو لاعب كرة قدم إسرائيلي في مركز الوسط، ولد في 23 نوفمبر 1955 في صفد في إسرائيل. شارك مع منتخب إسرائيل لكرة القدم. أما مع النوادي، فقد لعب مع مكابي حيفا.

## وصلات خارجية
- باروخ مامان على موقع قاعدة بيانات كرة القدم.إي يو (الإنجليزية)